# NGC 7578
NGC 7578 é uma galáxia lenticular na direção da constelação de Pegasus. O objeto foi descoberto pelo astrônomo William Herschel em 1784, usando um telescópio refletor com abertura de 18,7 polegadas. Devido a sua moderada magnitude aparente (+13,9), é visível apenas com telescópios amadores ou com equipamentos mais avançados.